# Émile Muller
Émile Muller var en friidrottare från Belgien. Han deltog vid olympiska sommarspelen 1920.